# Thomas Drage
Thomas Drage (ur. 20 lutego 1992 w Mosjøen) – norweski piłkarz występujący na pozycji pomocnika. Zawodnik klubu FK Bodø/Glimt.

## Kariera klubowa
Drage karierę rozpoczynał w 2009 roku w czwartoligowym zespole Mosjøen IL. W 2010 roku przeszedł do Tromsø IL z Tippeligaen. W lidze tej zadebiutował 14 marca 2010 roku w wygranym 2:0 pojedynku z Hønefoss BK. 21 kwietnia 2010 roku w wygranym 2:1 spotkaniu z Sandefjord Fotball strzelił pierwszego gola w Tippeligaen. W 2011 roku wywalczył z zespołem wicemistrzostwo Norwegii. Następnie grał w Sogndal Fotball, Varbergs BoIS, Falkenbergs FF, a w 2017 trafił do FK Bodø/Glimt.

## Kariera reprezentacyjna
W reprezentacji Norwegii Drage zadebiutował 18 stycznia 2012 roku w wygranym 1:0 meczu Pucharu Króla Tajlandii z Tajlandią.